# European Challenge Cup 2004-05
La European Rugby Challenge Cup 2004-2005 fue la novena edición  de la European Rugby Challenge Cup, la segunda competición de rugby union por clubes de los países integrantes del Torneo de las Seis Naciones, y algún que otro participante de otros países.

## Desarrollo

### Primera Fase
| Ganador           | Puntos | Marcador agregado | Diferencia de puntos | Perdedor           |
| ----------------- | ------ | ----------------- | -------------------- | ------------------ |
| Borders           | 4 – 0  | 205 – 6           | 199                  | AA Coimbra         |
| Viadana           | 4 – 0  | 147 – 10          | 137                  | Valladolid RAC     |
| Clermont Auvergne | 4 – 0  | 116 – 6           | 110                  | Leonessa           |
| Montpellier       | 4 – 0  | 110 – 10          | 100                  | Rovigo             |
| Béziers           | 4 – 0  | 126 – 42          | 84                   | Petrarca Padova    |
| Agen              | 4 – 0  | 109 – 48          | 61                   | L'Aquila           |
| Sale Sharks       | 4 – 0  | 81 – 25           | 56                   | Catania            |
| Pau               | 4 – 0  | 66 – 37           | 29                   | Bayonne            |
| Saracens          | 4 – 0  | 60 – 31           | 29                   | Gran Parma         |
| London Irish      | 4 – 0  | 62 – 36           | 26                   | Auch               |
| Grenoble          | 3 – 1  | 27 – 26           | 1                    | Leeds Tykes        |
| Brive             | 2 – 2  | 55 – 39           | 16                   | Worcester Warriors |
| Connacht          | 2 – 2  | 51 – 46           | 5                    | Narbonne           |
| Overmach Parma    | 2 – 2  | 48 – 46           | 2                    | El Salvador        |

### Segunda Fase
| Ganador           | Puntos | Marcador agregado | Diferencia de puntos | Perdedor       |
| ----------------- | ------ | ----------------- | -------------------- | -------------- |
| Brive             | 4 – 0  | 102 – 29          | 73                   | El Salvador    |
| Clermont Auvergne | 4 – 0  | 78 – 37           | 41                   | Borders        |
| Sale Sharks       | 4 – 0  | 58 – 25           | 33                   | Narbonne       |
| Grenoble          | 4 – 0  | 65 – 38           | 27                   | Béziers        |
| Connacht          | 2 – 2  | 70 – 22           | 48                   | Montpellier    |
| Saracens          | 2 – 2  | 70 – 25           | 45                   | Overmach Parma |
| Pau               | 2 – 2  | 41 – 38           | 3                    | London Irish   |
| Agen              | 2 – 2  | 40 – 37           | 3                    | Viadana        |

### Cuartos de final
| Ganador     | Puntos | Marcador agregado | Diferencia de puntos | Perdedor          |
| ----------- | ------ | ----------------- | -------------------- | ----------------- |
| Connacht    | 4 – 0  | 45 – 24           | 21                   | Grenoble          |
| Sale Sharks | 2 – 2  | 49 – 35           | 14                   | Agen              |
| Pau         | 2 – 2  | 50 – 47           | 3                    | Clermont Auvergne |
| Brive       | 2 – 2  | 37 – 35           | 2                    | Saracens          |

### Semifinal
| Ganador     | Puntos | Marcador agregado | Diferencia de puntos | Perdedor |
| ----------- | ------ | ----------------- | -------------------- | -------- |
| Sale Sharks | 4 – 0  | 84 – 27           | 57                   | Connacht |
| Pau         | 2 – 2  | 50 – 43           | 7                    | Brive    |

### Final
| 21 de mayo | Section Paloise | 3 - 27 | Sale Sharks | Kassam Stadium,                |  |
|            |                 |        |             | Asistencia: 7.230 espectadores |  |

| Bandera de Inglaterra |
| Campeón Sale Sharks   |
| Segundo título        |